# Vellefrie
Vellefrie település Franciaországban, Haute-Saône megyében. Lakosainak száma 123 fő (2022. január 1.). Vellefrie Varogne, Colombier, Flagy, La Villeneuve-Bellenoye-et-la-Maize és Vilory községekkel határos.

## Népesség
A település népessége az elmúlt években az alábbi módon változott:
| Lakosok száma | 139  | 138  | 133  | 127  | 126  | 125  | 124  | 123  | 123  |
|               | 2013 | 2015 | 2016 | 2017 | 2018 | 2019 | 2020 | 2021 | 2022 |